# Bahnstrecke Wuppertal-Wichlinghausen–Hattingen
| |                      |                                               |                                               |
| Streckennummer (DB): | 2713                 |                                               |                                               |
| Kursbuchstrecke (DB): | zuletzt 336          |                                               |                                               |
| Kursbuchstrecke: | 230b (1946)          |                                               |                                               |
| Streckenlänge: | 27 km                |                                               |                                               |
| Spurweite: | 1435 mm (Normalspur) |                                               |                                               |
| |                      |                                               |                                               |
| \| \| \| Ruhrtalbahn von Bochum-Dahlhausen S 3 \| \| \| \| 23,3 \| Hattingen (Ruhr) \| Hattingen (Ruhr) \| \| \| \| Ruhrtalbahn nach Hagen-Vorhalle (Museumsbahn) \| \| \| \| \| Stichstrecke nach Hattingen (Ruhr) Mitte S 3 \| \| \| \| 20,9 \| Orenstein & Koppel (Anst) \| Orenstein & Koppel (Anst) \| \| \| 20,0 \| Hattingen Stadtwald \| Hattingen Stadtwald \| \| \| 19,8 \| Schulenbergtunnel (195 m) \| Schulenbergtunnel (195 m) \| \| \| 18,0 \| Bredenscheid \| Bredenscheid \| \| \| 13,8 \| Sprockhövel \| Sprockhövel \| \| \| 10,7 \| ehem. Kleinbahn Bossel–Blankenstein \| ehem. Kleinbahn Bossel–Blankenstein \| \| \| 10,3 \| Bossel \| Bossel \| \| \| 8,3 \| ehem. Bahnstrecke von Silschede \| ehem. Bahnstrecke von Silschede \| \| \| 7,7 \| Schee \| Schee \| \| \| 6,5 \| Scheetunnel (722 m), A 46 \| Scheetunnel (722 m), A 46 \| \| \| 5,1 \| Wuppertal-Nächstebreck \| Wuppertal-Nächstebreck \| \| \| \| ehem. Nordbahn von Schwelm RhE \| \| \| \| 0,0 \| Wuppertal-Wichlinghausen (Ober-Barmen RhE) \| Wuppertal-Wichlinghausen (Ober-Barmen RhE) \| \| \| \| ehem. Nordbahn nach Mittel-Barmen RhE \| \| \| \| \| nach Wuppertal-Oberbarmen \| \| \| \| \| \| \| \| Quellen: [1][2] \| \| \| \| |                      |                                               |                                               |
| Strecke |                      | Ruhrtalbahn von Bochum-Dahlhausen S 3         | Ruhrtalbahn von Bochum-Dahlhausen S 3         |
| S-Bahnhof | 23,3                 | Hattingen (Ruhr)                              | Hattingen (Ruhr)                              |
| Abzweig geradeaus und nach links |                      | Ruhrtalbahn nach Hagen-Vorhalle (Museumsbahn) | Ruhrtalbahn nach Hagen-Vorhalle (Museumsbahn) |
| Abzweig ehemals geradeaus und nach links |                      | Stichstrecke nach Hattingen (Ruhr) Mitte S 3  | Stichstrecke nach Hattingen (Ruhr) Mitte S 3  |
| Blockstelle (Strecke außer Betrieb) | 20,9                 | Orenstein & Koppel (Anst)                     | Orenstein & Koppel (Anst)                     |
| Haltepunkt / Haltestelle (Strecke außer Betrieb) | 20,0                 | Hattingen Stadtwald                           | Hattingen Stadtwald                           |
| Tunnel (Strecke außer Betrieb) | 19,8                 | Schulenbergtunnel (195 m)                     | Schulenbergtunnel (195 m)                     |
| Haltepunkt / Haltestelle (Strecke außer Betrieb) | 18,0                 | Bredenscheid                                  | Bredenscheid                                  |
| Bahnhof (Strecke außer Betrieb) | 13,8                 | Sprockhövel                                   | Sprockhövel                                   |
| Abzweig geradeaus und von links (Strecke außer Betrieb) | 10,7                 | ehem. Kleinbahn Bossel–Blankenstein           | ehem. Kleinbahn Bossel–Blankenstein           |
| Haltepunkt / Haltestelle (Strecke außer Betrieb) | 10,3                 | Bossel                                        | Bossel                                        |
| Abzweig geradeaus und von links (Strecke außer Betrieb) | 8,3                  | ehem. Bahnstrecke von Silschede               | ehem. Bahnstrecke von Silschede               |
| Bahnhof (Strecke außer Betrieb) | 7,7                  | Schee                                         | Schee                                         |
| Tunnel (Strecke außer Betrieb) | 6,5                  | Scheetunnel (722 m), A 46                     | Scheetunnel (722 m), A 46                     |
| Haltepunkt / Haltestelle (Strecke außer Betrieb) | 5,1                  | Wuppertal-Nächstebreck                        | Wuppertal-Nächstebreck                        |
| Abzweig geradeaus und von links (Strecke außer Betrieb) |                      | ehem. Nordbahn von Schwelm RhE                | ehem. Nordbahn von Schwelm RhE                |
| Bahnhof (Strecke außer Betrieb) | 0,0                  | Wuppertal-Wichlinghausen (Ober-Barmen RhE)    | Wuppertal-Wichlinghausen (Ober-Barmen RhE)    |
| Abzweig geradeaus und nach rechts (Strecke außer Betrieb) |                      | ehem. Nordbahn nach Mittel-Barmen RhE         | ehem. Nordbahn nach Mittel-Barmen RhE         |
| Strecke (außer Betrieb) |                      | nach Wuppertal-Oberbarmen                     | nach Wuppertal-Oberbarmen                     |
| |                      |                                               |                                               |
| Quellen: |                      |                                               |                                               |

Die Bahnstrecke Wuppertal-Wichlinghausen–Hattingen, die sogenannte Kohlenbahn, ist eine ehemalige Eisenbahnstrecke von Wuppertal-Wichlinghausen nach Hattingen.
In Hattingen war die Strecke mit der mittleren Ruhrtalbahn der Bergisch-Märkischen Eisenbahn-Gesellschaft (BME) verbunden. In Wuppertal-Wichlinghausen bestand eine Verbindung zur mittlerweile ebenfalls stillgelegten „Wuppertaler Nordbahn“ der ehemaligen Rheinischen Eisenbahn-Gesellschaft sowie zum Bahnhof Wuppertal-Oberbarmen an der Wuppertaler Hauptstrecke, der nach Düsseldorf führenden Stammstrecke der BME.

## Geschichte

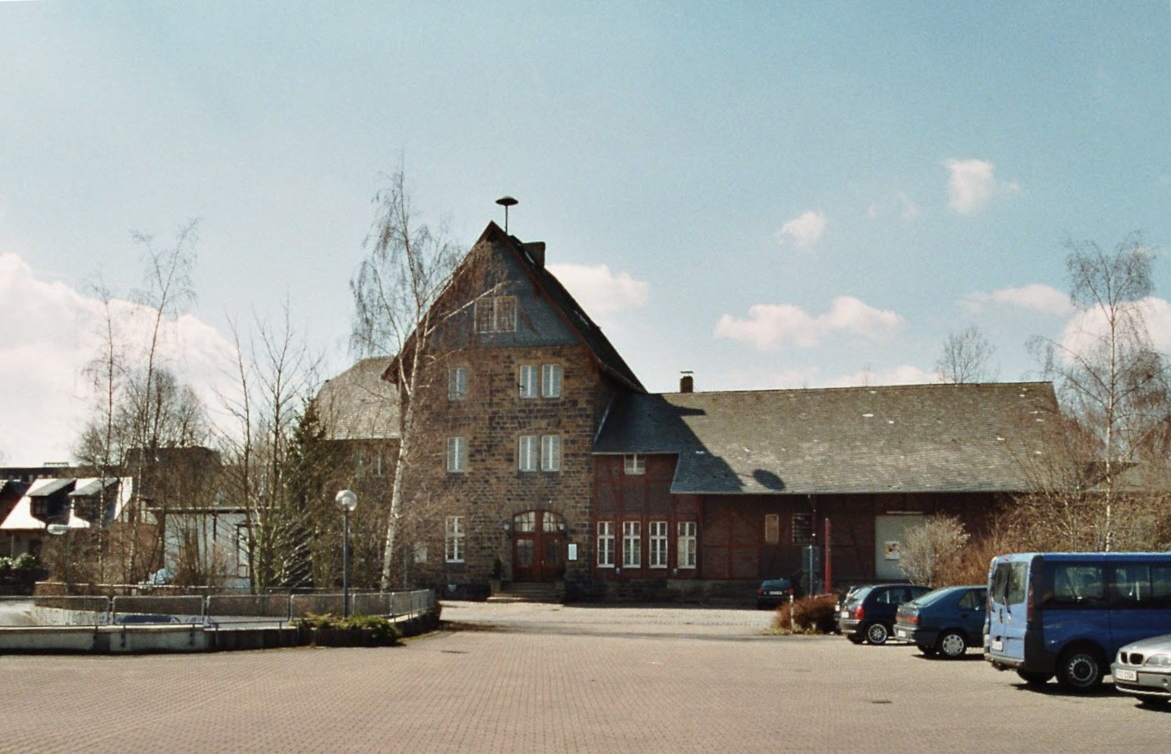
Der ehemalige Bahnhof Sprockhövel

Die rund 20 km lange Strecke wurde von der Rheinischen Eisenbahn-Gesellschaft geplant und am 20. Mai 1884 von der Preußischen Staatseisenbahn fertiggestellt. Sie war vor allem für den Güterverkehr konzipiert, hauptsächlich für den Transport der südlich der Ruhr abgebauten Steinkohle, daher der Name Kohlenbahn. Betriebsschwerpunkt war der Bahnhof Sprockhövel mit dem Anschlussgleis zur Zeche Alte Haase, dazu kam der Bahnhof Sprockhövel-Bossel, in den die Kleinbahn Bossel–Blankenstein mündete. Die Zeche Johannessegen besaß seit 1888 am Bahnhof von Bredenscheid einen noch heute erkennbaren Gleisanschluss, mit dem die geförderten Kohlen abtransportiert werden konnten. Ab dem Bahnhof Schee führte eine Stichbahn nach Silschede, die ebenfalls als Kohleabfuhrstrecke diente. Im Personenverkehr wurden noch bis in die 1930er Jahre Eilzüge mit dem Streckenkurs Düsseldorf–Mettmann–Wuppertal-Mirke–Wuppertal-Wichlinghausen–Schee–Hattingen–Essen geführt.

## Streckenführung und Kunstbauwerke
Die Strecke überwand auf einer Entfernung von etwa 15 Kilometern einen Höhenunterschied von 180 Metern. Der niedrigste Punkt lag bei 70 Metern über Normalnull am Bahnhof von Hattingen, der höchste Punkt lag bei 250 Metern beim Bahnhof Schee. Der Abstieg nach Wuppertal-Wichlinghausen erfolgte über eine Kehre innerhalb des Stadtgebietes. Die Strecke besaß insgesamt zwei Eisenbahntunnel und mehrere kleinere Viadukte. Der 195 Meter lange Schulenbergtunnel befindet sich bei Hattingen, der 721 Meter lange Scheetunnel an der Stadtgrenze von Sprockhövel nach Wuppertal. Dieser Tunnel erhielt 1902 eine zweite parallele Röhre. Er diente im Zweiten Weltkrieg unter dem Namen Kauz als U-Verlagerung.
Eine weitere nahegelegene Besonderheit ist ein Tunnel der in Bossel abzweigenden ehemaligen Strecke nach Blankenstein (Ruhr). Ebenfalls erwähnenswert ist die aus heimischem Sandstein 1884 erbaute Brücke Im Riepelsiepen, die die Trasse in Höhe der Zeche Alte Haase überquert. Sie steht seit 2007 unter Denkmalschutz und wurde 2008 saniert.

## Stilllegung
Auf der Eisenbahnstrecke Hattingen–Wuppertal wurde im Jahr 1979 der Personen- und 1984 der Gesamtverkehr eingestellt. Zunächst war eine Aufrechterhaltung bzw. Reaktivierung des Personenverkehrs durch eine Einbindung in das S-Bahn-Netz vorgesehen; dazu war geplant, die S 3 über Hattingen hinaus in mehreren Bauabschnitten bis Wuppertal zu führen. Dies scheiterte jedoch einerseits an der dafür notwendigen Elektrifizierung der Strecke, da im Bereich der beiden Tunnel eine Profilerhöhung zu große Kosten verursacht hätte. Andererseits befürchtete man aufgrund der relativ hohen Anzahl an Kunstbauten einen zu hohen Streckenunterhalt, ebenso wie die Kosten einer Neutrassierung zwischen Sprockhövel und Haßlinghausen an der ehemaligen Bahnstrecke Schee–Silschede. Infolge der Stilllegung ist Wuppertal nur noch über die von der S 9 befahrene Bahnstrecke Wuppertal-Vohwinkel–Essen-Überruhr mit dem zentralen Ruhrgebiet verbunden, während die Mittelstadt Sprockhövel keine Eisenbahnanbindung mehr hat.
Nach Einstellung des Regelbetriebes wurde die Strecke bis 1988 noch sporadisch von Güter- und Museumszügen befahren. In den Jahren 1991 und 1992 wurde ein Großteil der Gleiskörper entfernt. Vom Bahnhof Hattingen (Ruhr) in Richtung Wuppertal liegen noch Gleise. Sie führen (wenn auch zum Teil stark verwildert) bis vor das Viadukt Nierenhofer Straße.

## Heutige Nutzung
Auf der Trasse verläuft heute von Schee bis Hattingen ein nicht asphaltierter Bahntrassenradweg, der mit einer Steigung von höchstens zwei Prozent sehr angenehm zu befahren ist. Störend sind die vielen Umlaufgitter im Bereich des Hattinger Stadtgebietes. Der Radweg endet in Hattingen kurz hinter dem Schulenbergtunnel. Von dort geht es über das normale Straßennetz weiter in die Hattinger Innenstadt. Allerdings wurde der Radweg später verlängert, sodass man das Zentrum von Hattingen umfahren und bis zur Nierenhofer Straße fahren kann, von wo es nicht weit bis zur Ruhr in Richtung Essen ist. Neben einigen stark umgebauten Betriebsgebäuden sind noch die Bahnhöfe von Sprockhövel, Bossel und Schee in weitgehend unverändertem Erscheinungsbild erhalten.
Die nahe dem Bahnhof Schee abzweigende Stichbahn nach Silschede ist ebenfalls zum Radweg umgewandelt. Auch diese Strecke ist nicht asphaltiert.
Die Strecke Schee-Hattingen gehört zum Von-Ruhr-zur-Ruhr-Radweg.
Im Jahr 2019 wird wieder über eine mögliche Reaktivierung der Bahnstrecke diskutiert.

## Umnutzungen
In Sprockhövel wurde laut Planungen von Straßen.NRW südlich des Ortes eine Ortsumgehung mit Namen "Glückauf-Allee" gebaut. Dazu wurde auf ca. einem Kilometer Länge eine Landesstraße L 70 n auf der Bahntrasse und damit dem Radweg neu gebaut. Der Radweg wurde dort auf den Randstreifen der Landesstraße verlegt. Das Planfeststellungsverfahren wurde Ende 2012 durch die Bezirksregierung Arnsberg abgeschlossen.